# Винсент Прајс
Винсент Леонард Прајс (енгл. Vincent Leonard Price; Сент Луис, Мисури, 27. мај 1911 — Лос Анђелес, Калифорнија 25. октобар 1993) био је амерички глумац, најпознатији по улогама у бројним хорор филмовима, међу којима су: Кућа од воска, Јама и клатно и Кућа на уклетом брду. Има две звезде на Холивудској стази славних, једну за филмове и једну за телевизију. Америчка академија за научнофантастичне и хорор филмове га је 1986. наградила Наградом Сатурн за животно дело.
Завршио је студије из историје уметности на Универзитету Јејл и написао неколико књига из ове области. Један музеј и факултет у Лос Анђелесу носе његово име.

## Биографија
Прајс је рођен у Сент Луису као најмлађе од четворо деце Винсента Леонарда Прајса Сениора и Маргарите Коб Вилкокс Прајс. Његов деда био је оснивач компаније Dr. Price's Baking Powder, захваљујући којој је породица Прајс дошла до великог богатства.
Завршио је средњу школу у свом родном месту и Милфорд академију као припрему за факултет. 1933. дипломирао је историју уметности на Јејлу и убрзо почео да ради за часопис Записи Јејла. Глумачку каријеру започео је 1935. у Лондону, када је са Орсоном Велсом глумио у Меркур театру. Наредне године нашао се у улози принца Алберта у представи Викторија Регина, док је насловну улогу Краљице Викторије тумачила Хелен Хејз.

## Каријера
Винсент Прајс је каријеру започео улогом Волтера Ролија у филму Приватан живот Елизабете и Есекса. Врата ка хорор жанру, у ком је остварио и највећи успех, отворила су му се након улоге професора Хенрија Џерода, главног негативца у филму Кућа од воска из 1953. Убрзо након тога се појавио у неколико филмских адаптација књига Едгара Алана Поа.
Такође, био је наратор у песми Мајкла Џексона "Thriller". 

## Филмографија
| Улоге Питера Кушинга |                                    |               |                                  |                     |
| Година               | Српски назив                       | Изворни назив | Улога                            | Напомена            |
| 1939                 | Приватан живот Елизабете и Есекса  |               | Волтер Роли                      |                     |
| 1940                 | Повратак невидљивог човека         |               | Џефри Редклиф                    |                     |
| 1940                 | Бригхем Јанг                       |               | Џозеф Смит                       |                     |
| 1943                 | Бернадетина песма                  |               | професор Витал Дутур             |                     |
| 1944                 | Лора                               |               | Шелби Карпентер                  |                     |
| 1948                 | Абот и Костело срећу Франкенштајна |               | Невидљиви човек                  | глас                |
| 1948                 | Три мускетара                      |               | Арман Жан ди Плеси де Ришеље     |                     |
| 1953                 | Кућа од воска                      |               | професор Хенри Џерод             |                     |
| 1953                 | Ричард III                         |               | војвода Бакингема                | позоришна представа |
| 1956                 | Десет заповести                    |               | Бака                             |                     |
| 1957                 | Алфред Хичкок представља           |               | Чарлс Кортни                     | ТВ серија           |
| 1958                 | Мува                               |               | Франсоа Деламбре                 |                     |
| 1959                 | Кућа на уклетом брду               |               | Фредерик Лорен                   |                     |
| 1959                 | Повратак муве                      |               | Франсоа Деламбре                 |                     |
| 1960                 | Пад куће Ашерових                  |               | Родерик Ашер                     |                     |
| 1961                 | Јама и клатно                      |               | Николас Медина Себастијан Медина |                     |
| 1963                 | Гавран                             |               | др Ерасмус Крејвен               |                     |
| 1964                 | Последњи човек на Земљи            |               | др Роберт Морган                 |                     |
| 1964                 | Маска црвене смрти                 |               | принц Просперо                   |                     |
| 1966                 | Бетмен                             |               | Јајоглави                        | ТВ серија           |
| 1968                 | За џелата нема милости             |               | Метју Хопкинс                    |                     |
| 1971                 | Ужасни доктор Фајбс                |               | др Антон Фајбс                   |                     |
| 1972                 | Доктор Фајбс се поново уздиже      |               | др Антон Фајбс                   |                     |
| 1977                 | Мапет шоу                          |               | самог себе                       | ТВ серија           |
| 1985                 | 13 Духа Скуби Ду-а                 |               | Винсент ван Гул                  | ТВ серија           |
| 1986                 | Миш Базил, велики детектив         |               | професор Ратиган                 | глас                |
| 1987                 | Августовски китови                 |               | г. Маранов                       |                     |
| 1990                 | Едвард Маказоруки                  |               | изумитељ                         |                     |
| 1991                 | Доживљају шашаве дружине           |               | Едгар Алан По                    |                     |